# Amstel Gold Race 2012
La 47e édition de l'Amstel Gold Race a eu lieu le 15 avril 2012. Il s'agit de la 11e épreuve de l'UCI World Tour 2012. La course a été remportée par l'Italien Enrico Gasparotto (Astana) devant le Belge Jelle Vanendert (Lotto-Belisol) et le Slovaque Peter Sagan (Liquigas-Cannondale).

## Présentation

### Parcours
La course est longue de 256,5 km et comprend 31 côtes,.

#### Côtes
| Num | Nom                | Kilomètre | Longueur (m) | Pente moyenne | Kilomètre de l'arrivée |
| --- | ------------------ | --------- | ------------ | ------------- | ---------------------- |
| 1   | Maasberg           | 10,7      | 500          | 4,4 %         | 245,8                  |
| 2   | Adsteeg            | 32,5      | 500          | 5,4 %         | 224                    |
| 3   | Lange Raarberg     | 39,5      | 1 300        | 4,5 %         | 217                    |
| 4   | Bergseweg          | 54,7      | 2 700        | 3,3 %         | 201,8                  |
| 5   | Sibbergrubbe       | 66,6      | 2 100        | 3,1 %         | 189,9                  |
| 6   | Cauberg            | 72        | 1 200        | 5,8 %         | 184,5                  |
| 7   | Wolfsberg (nl)     | 93,2      | 800          | 4,4 %         | 163,3                  |
| 8   | Loorberg (nl)      | 98,8      | 1 500        | 5,5 %         | 157,5                  |
| 9   | Schweiberg (nl)    | 108,9     | 2 900        | 3,9 %         | 147,6                  |
| 10  | Camerig (nl)       | 115,3     | 4 300        | 3,8 %         | 141,2                  |
| 11  | Vaalserberg        | 128,3     | 3 700        | 3,8 %         | 128,2                  |
| 12  | Gemmenich          | 131,1     | 900          | 6,4 %         | 125,4                  |
| 13  | Vijlenerbos        | 134,6     | 1 800        | 5,1 %         | 121,9                  |
| 14  | Eperheide          | 144,4     | 2 300        | 4,5 %         | 112,1                  |
| 15  | Gulperberg         | 152,4     | 700          | 8,1 %         | 104,1                  |
| 16  | van Plettenbergweg | 155,9     | 1 000        | 4,2 %         | 100,6                  |
| 17  | Eyserweg           | 157,8     | 2 200        | 4,3 %         | 98,7                   |
| 18  | Huls (nl)          | 162,7     | 1 000        | 7,7 %         | 93,8                   |
| 19  | Vrakelberg         | 168,1     | 700          | 7,9 %         | 88,4                   |
| 20  | Sibbergrubbe       | 176       | 2 100        | 4,1 %         | 80,5                   |
| 21  | Cauberg            | 181,5     | 1 200        | 5,8 %         | 75                     |
| 22  | Geulhemmerberg     | 185       | 1 000        | 6,2 %         | 71,5                   |
| 23  | Bemerlerbeg        | 198,7     | 900          | 5 %           | 57,8                   |
| 24  | Wolfsberg (nl)     | 215,8     | 800          | 4,4 %         | 40,7                   |
| 25  | Loorberg (nl)      | 221,4     | 1 500        | 5,5 %         | 35,1                   |
| 26  | Gulperberg         | 229,7     | 700          | 8,1 %         | 26,8                   |
| 27  | Kruisberg          | 235,2     | 800          | 7,5 %         | 21,3                   |
| 28  | Eyserbosweg        | 237,3     | 1 100        | 8,1 %         | 19,2                   |
| 29  | Fromberg           | 241       | 1 600        | 4 %           | 15,5                   |
| 30  | Keutenberg         | 245,5     | 700          | 9,4 %         | 11                     |
| 31  | Cauberg            | 256,5     | 1 200        | 5,8 %         | arrivée                |

### Équipes
L'organisateur a d'abord communiqué une liste de quatre équipes invitées le 18 janvier 2012 puis a dévoilé les deux dernières le 2 février 2012. 24 équipes participent à cette Amstel Gold Race - 18 ProTeams et 6 équipes continentales professionnelles :
| Nom de l'équipe         | Pays        | Code |
| ----------------------- | ----------- | ---- |
| AG2R La Mondiale        | France      | ALM  |
| Astana                  | Kazakhstan  | AST  |
| BMC Racing              | États-Unis  | BMC  |
| Euskaltel-Euskadi       | Espagne     | EUS  |
| FDJ-BigMat              | France      | FDJ  |
| Garmin-Barracuda        | États-Unis  | GRM  |
| GreenEDGE               | Australie   | GEC  |
| Katusha                 | Russie      | KAT  |
| Lampre-ISD              | Italie      | LAM  |
| Liquigas-Cannondale     | Italie      | LIQ  |
| Lotto-Belisol           | Belgique    | LTB  |
| Movistar                | Espagne     | MOV  |
| Omega Pharma-Quick Step | Belgique    | OPQ  |
| Rabobank                | Pays-Bas    | RAB  |
| RadioShack-Nissan       | Luxembourg  | RNT  |
| Saxo Bank               | Danemark    | SAX  |
| Sky                     | Royaume-Uni | SKY  |
| Vacansoleil-DCM         | Pays-Bas    | VCD  |

| Nom de l'équipe               | Pays        | Code |
| ----------------------------- | ----------- | ---- |
| Accent Jobs-Willems Veranda's | Belgique    | ACC  |
| Argos-Shimano                 | Pays-Bas    | ARG  |
| Europcar                      | France      | EUC  |
| Farnese Vini-Selle Italia     | Royaume-Uni | FAR  |
| Landbouwkrediet-Euphony       | Belgique    | LAN  |
| Topsport Vlaanderen-Mercator  | Belgique    | TSV  |

### Favoris
Les principaux favoris sont les Espagnols Samuel Sánchez (Euskaltel-Euskadi), Joaquim Rodríguez (Katusha) et Alejandro Valverde (Movistar), l'Australien Simon Gerrans (GreenEDGE), le Slovaque Peter Sagan (Liquigas-Cannondale) et l'Italien Damiano Cunego (Lampre-ISD).
Parmi les outsiders, on notera la présence des Italiens Rinaldo Nocentini (AG2R La Mondiale), Vincenzo Nibali (Liquigas-Cannondale) et Marco Marcato (Vacansoleil-DCM), de son coéquipier Néerlandais Johnny Hoogerland tout comme deux autres Néerlandais, Karsten Kroon (Saxo Bank) et Bauke Mollema (Rabobank), du Belge tenant du titre Philippe Gilbert (BMC Racing), du Français Thomas Voeckler (Europcar) récent vainqueur de la Flèche brabançonne, du Suisse Michael Albasini (GreenEDGE), du Canadien Ryder Hesjedal (Garmin-Barracuda), de l'Espagnol Óscar Freire (Katusha) et des deux coureurs de la RadioShack-Nissan l'Américain Christopher Horner et le Luxembourgeois Fränk Schleck.

## Récit de la course
Une échappée matinale de neuf coureurs se forme au 39e kilomètre. Ses deux derniers représentants, Romain Bardet et Alex Howes, sont repris à dix kilomètres de l'arrivée. Thomas Voeckler et Peter Sagan essaient de partir mais ils sont rapidement repris. Óscar Freire réussit ensuite à distancer le peloton à six kilomètres de l'arrivée. Dans la dernière ascension, le double tenant du titre Philippe Gilbert fait un gros effort tandis qu'une chute impliquant Damiano Cunego déstabilise plusieurs favoris. Trois coureurs (Sagan, Jelle Vanendert, Enrico Gasparotto) arrivent à suivre Gilbert avant de le distancer. Le trio rattrape Oscar Freire dans les dernières dizaines de mètres de la course. Sagan lance le sprint mais se rassoie assez vite sur les pédales, incapable de poursuivre son effort. Gasparotto s'emploie à le dépasser par la gauche tandis que Vanendert le fait par la droite, et c'est l'italien qui est le plus rapide pour aller s'imposer. 

## Classement final
|    | Coureur           | Équipe              |    | Temps           | Points UCI |
| -- | ----------------- | ------------------- | -- | --------------- | ---------- |
| 1  | Enrico Gasparotto | Astana              | en | 6 h 32 min 35 s | 80         |
| 2  | Jelle Vanendert   | Lotto-Belisol       | +  | 0 s             | 60         |
| 3  | Peter Sagan       | Liquigas-Cannondale |    | 2 s             | 50         |
| 4  | Óscar Freire      | Katusha             |    | 2 s             | 40         |
| 5  | Thomas Voeckler   | Europcar            |    | 2 s             | -          |
| 6  | Philippe Gilbert  | BMC Racing          |    | 2 s             | 22         |
| 7  | Samuel Sánchez    | Euskaltel-Euskadi   |    | 2 s             | 14         |
| 8  | Fabian Wegmann    | Garmin-Barracuda    |    | 4 s             | 10         |
| 9  | Rinaldo Nocentini | AG2R La Mondiale    |    | 4 s             | 6          |
| 10 | Bauke Mollema     | Rabobank            |    | 4 s             | 2          |

## Liste des participants
- Liste de départ complète

| Légende | Légende                                                           | Légende | Légende                                          |
| ------- | ----------------------------------------------------------------- | ------- | ------------------------------------------------ |
| Num     | Dossard de départ porté par le coureur sur cette Amstel Gold Race | Pos     | Position à l'arrivée de la course                |
| NP      | Indique un coureur qui n'a pas pris le départ de la course        | AB      | Indique un coureur qui n'a pas terminé la course |
| HD      | Indique un coureur qui a terminé la course hors des délais        |         |                                                  |

| BMC Racing BMC | BMC Racing BMC                                | BMC Racing BMC |
| -------------- | --------------------------------------------- | -------------- |
| Num            | Coureur                                       | Pos            |
| 1              | Philippe Gilbert (BEL) → Champion de Belgique | 6e             |
| 2              | Manuel Quinziato (ITA)                        | AB             |
| 3              | Cadel Evans (AUS)                             | AB             |
| 4              | Martin Kohler (SUI)                           | AB             |
| 5              | Klaas Lodewyck (BEL)                          | 121e           |
| 6              | Michael Schär (SUI)                           | 120e           |
| 7              | Mauro Santambrogio (ITA)                      | 79e            |
| 8              | Greg Van Avermaet (BEL)                       | 36e            |

| AG2R La Mondiale ALM | AG2R La Mondiale ALM    | AG2R La Mondiale ALM |
| -------------------- | ----------------------- | -------------------- |
| Num                  | Coureur                 | Pos                  |
| 11                   | Romain Bardet (FRA)     | 25e                  |
| 12                   | Julien Bérard (FRA)     | 100e                 |
| 13                   | Mikaël Cherel (FRA)     | 32e                  |
| 14                   | Martin Elmiger (SUI)    | AB                   |
| 15                   | Ben Gastauer (LUX)      | 98e                  |
| 17                   | Rinaldo Nocentini (ITA) | 9e                   |
| 18                   | Christophe Riblon (FRA) | 128e                 |

| Astana AST | Astana AST               | Astana AST |
| ---------- | ------------------------ | ---------- |
| Num        | Coureur                  | Pos        |
| 21         | Borut Božič (SLO)        | 139e       |
| 22         | Andriy Grivko (UKR)      | 78e        |
| 23         | Enrico Gasparotto (ITA)  | 1er        |
| 24         | Francesco Gavazzi (ITA)  | 67e        |
| 25         | Maxim Iglinskiy (KAZ)    | 11e        |
| 26         | Robert Kišerlovski (CRO) | 29e        |
| 27         | Evgueni Petrov (RUS)     | 68e        |
| 28         | Simone Ponzi (ITA)       | 110e       |

| Euskaltel-Euskadi EUS | Euskaltel-Euskadi EUS       | Euskaltel-Euskadi EUS |
| --------------------- | --------------------------- | --------------------- |
| Num                   | Coureur                     | Pos                   |
| 31                    | Samuel Sánchez (ESP)        | 7e                    |
| 32                    | Peio Bilbao (ESP)           | 137e                  |
| 33                    | Ricardo García Ambroa (ESP) | AB                    |
| 34                    | Gorka Izagirre (ESP)        | 69e                   |
| 35                    | Egoi Martínez (ESP)         | 54e                   |
| 36                    | Rubén Pérez (ESP)           | AB                    |
| 37                    | Jorge Azanza (ESP)          | AB                    |
| 38                    | Romain Sicard (FRA)         | 64e                   |

| FDJ-BigMat FDJ | FDJ-BigMat FDJ          | FDJ-BigMat FDJ |
| -------------- | ----------------------- | -------------- |
| Num            | Coureur                 | Pos            |
| 41             | Geoffrey Soupe (FRA)    | 65e            |
| 42             | Steve Chainel (FRA)     | 142e           |
| 43             | Arnaud Gérard (FRA)     | 84e            |
| 44             | Cédric Pineau (FRA)     | 125e           |
| 45             | Anthony Roux (FRA)      | 58e            |
| 46             | Benoît Vaugrenard (FRA) | 50e            |
| 48             | Arthur Vichot (FRA)     | 41e            |

| Garmin-Barracuda GRM | Garmin-Barracuda GRM    | Garmin-Barracuda GRM |
| -------------------- | ----------------------- | -------------------- |
| Num                  | Coureur                 | Pos                  |
| 51                   | Thomas Dekker (NED)     | 18e                  |
| 52                   | Ryder Hesjedal (CAN)    | 15e                  |
| 53                   | Michel Kreder (NED)     | 60e                  |
| 54                   | Raymond Kreder (NED)    | 143e                 |
| 55                   | Daniel Martin (IRL)     | 75e                  |
| 56                   | Johan Vansummeren (BEL) | 90e                  |
| 57                   | Alex Howes (USA)        | 30e                  |
| 58                   | Fabian Wegmann (GER)    | 8e                   |

| GreenEDGE GEC | GreenEDGE GEC                              | GreenEDGE GEC |
| ------------- | ------------------------------------------ | ------------- |
| Num           | Coureur                                    | Pos           |
| 61            | Michael Albasini (SUI)                     | 87e           |
| 62            | Simon Clarke (AUS)                         | 138e          |
| 63            | Simon Gerrans (AUS) → Champion d'Australie | 20e           |
| 64            | Daryl Impey (RSA)                          | 131e          |
| 65            | Jens Keukeleire (BEL)                      | AB            |
| 66            | Jens Mouris (NED)                          | AB            |
| 67            | Wesley Sulzberger (AUS)                    | 129e          |
| 68            | Christian Meier (CAN)                      | AB            |

| Katusha KAT | Katusha KAT             | Katusha KAT |
| ----------- | ----------------------- | ----------- |
| Num         | Coureur                 | Pos         |
| 71          | Xavier Florencio (ESP)  | 116e        |
| 72          | Óscar Freire (ESP)      | 4e          |
| 73          | Alberto Losada (ESP)    | AB          |
| 74          | Daniel Moreno (ESP)     | 17e         |
| 75          | Luca Paolini (ITA)      | 109e        |
| 76          | Joaquim Rodríguez (ESP) | 24e         |
| 77          | Ángel Vicioso (ESP)     | AB          |
| 78          | Eduard Vorganov (RUS)   | 48e         |

| Lampre-ISD LAM | Lampre-ISD LAM               | Lampre-ISD LAM |
| -------------- | ---------------------------- | -------------- |
| Num            | Coureur                      | Pos            |
| 81             | Leonardo Bertagnolli (ITA)   | 105e           |
| 82             | Damiano Cunego (ITA)         | 31e            |
| 83             | Yuriy Krivtsov (FRA)         | AB             |
| 84             | Manuele Mori (ITA)           | 57e            |
| 85             | Daniele Pietropolli (ITA)    | 35e            |
| 86             | Alessandro Spezialetti (ITA) | 103e           |
| 87             | Simone Stortoni (ITA)        | 141e           |
| 88             | Diego Ulissi (ITA)           | AB             |

| Liquigas-Cannondale LIQ | Liquigas-Cannondale LIQ                   | Liquigas-Cannondale LIQ |
| ----------------------- | ----------------------------------------- | ----------------------- |
| Num                     | Coureur                                   | Pos                     |
| 91                      | Stefano Agostini (ITA)                    | AB                      |
| 92                      | Damiano Caruso (ITA)                      | 123e                    |
| 93                      | Federico Canuti (ITA)                     | 72e                     |
| 94                      | Dominik Nerz (GER)                        | 102e                    |
| 95                      | Vincenzo Nibali (ITA)                     | 104e                    |
| 96                      | Maciej Paterski (POL)                     | 73e                     |
| 97                      | Daniele Ratto (ITA)                       | 124e                    |
| 98                      | Peter Sagan (SVK) → Champion de Slovaquie | 3e                      |

| Lotto-Belisol LTB | Lotto-Belisol LTB           | Lotto-Belisol LTB |
| ----------------- | --------------------------- | ----------------- |
| Num               | Coureur                     | Pos               |
| 101               | Brian Bulgaç (NED)          | 144e              |
| 102               | Francis De Greef (BEL)      | 93e               |
| 103               | Jens Debusschere (BEL)      | AB                |
| 104               | Gianni Meersman (BEL)       | 39e               |
| 105               | Jurgen Van de Walle (BEL)   | AB                |
| 106               | Jurgen Van den Broeck (BEL) | 119e              |
| 107               | Dennis Vanendert (BEL)      | 92e               |
| 108               | Jelle Vanendert (BEL)       | 2e                |

| Movistar MOV | Movistar MOV                                  | Movistar MOV |
| ------------ | --------------------------------------------- | ------------ |
| Num          | Coureur                                       | Pos          |
| 111          | Imanol Erviti (ESP)                           | 88e          |
| 112          | Rui Costa (POR)                               | 19e          |
| 113          | Vasil Kiryienka (BLR)                         | 27e          |
| 114          | Pablo Lastras (ESP)                           | 77e          |
| 115          | Ángel Madrazo (ESP)                           | 83e          |
| 116          | José Joaquín Rojas (ESP) → Champion d'Espagne | 63e          |
| 117          | Alejandro Valverde (ESP)                      | 22e          |
| 118          | Giovanni Visconti (ITA) → Champion d'Italie   | 26e          |

| Omega Pharma-Quick Step OPQ | Omega Pharma-Quick Step OPQ                 | Omega Pharma-Quick Step OPQ |
| --------------------------- | ------------------------------------------- | --------------------------- |
| Num                         | Coureur                                     | Pos                         |
| 121                         | Marco Bandiera (ITA)                        | 145e                        |
| 122                         | Sylvain Chavanel (FRA) → Champion de France | 37e                         |
| 123                         | Dries Devenyns (BEL)                        | 14e                         |
| 124                         | Kevin De Weert (BEL)                        | 53e                         |
| 125                         | Michał Kwiatkowski (POL)                    | AB                          |
| 126                         | Jérôme Pineau (FRA)                         | 71e                         |
| 127                         | Niki Terpstra (NED)                         | 28e                         |
| 128                         | Martin Velits (SVK)                         | 85e                         |

| Rabobank RAB | Rabobank RAB             | Rabobank RAB |
| ------------ | ------------------------ | ------------ |
| Num          | Coureur                  | Pos          |
| 131          | Lars Boom (NED)          | 96e          |
| 132          | Matti Breschel (NED)     | AB           |
| 133          | Robert Gesink (NED)      | 52e          |
| 134          | Steven Kruijswijk (NED)  | 59e          |
| 135          | Paul Martens (GER)       | 33e          |
| 136          | Bauke Mollema (NED)      | 10e          |
| 137          | Bram Tankink (NED)       | 132e         |
| 138          | Maarten Tjallingii (NED) | AB           |

| RadioShack-Nissan RNT | RadioShack-Nissan RNT                        | RadioShack-Nissan RNT |
| --------------------- | -------------------------------------------- | --------------------- |
| Num                   | Coureur                                      | Pos                   |
| 141                   | Jan Bakelants (BEL)                          | 118e                  |
| 142                   | Laurent Didier (LUX)                         | AB                    |
| 143                   | Ben Hermans (BEL)                            | 70e                   |
| 144                   | Christopher Horner (USA)                     | 82e                   |
| 145                   | Maxime Monfort (BEL)                         | 74e                   |
| 146                   | Joost Posthuma (NED)                         | AB                    |
| 147                   | Andy Schleck (LUX)                           | 91e                   |
| 148                   | Fränk Schleck (LUX) → Champion du Luxembourg | 12e                   |

| Sky SKY | Sky SKY                    | Sky SKY |
| ------- | -------------------------- | ------- |
| Num     | Coureur                    | Pos     |
| 151     | Davide Appollonio (ITA)    | AB      |
| 152     | Edvald Boasson Hagen (NOR) | 62e     |
| 153     | Mathew Hayman (AUS)        | 108e    |
| 154     | Sergio Henao (COL)         | 21e     |
| 155     | Thomas Lövkvist (SWE)      | 40e     |
| 156     | Lars Petter Nordhaug (NOR) | AB      |
| 157     | Salvatore Puccio (ITA)     | AB      |
| 158     | Xabier Zandio (ESP)        | 106e    |

| Saxo Bank SAX | Saxo Bank SAX                               | Saxo Bank SAX |
| ------------- | ------------------------------------------- | ------------- |
| Num           | Coureur                                     | Pos           |
| 161           | Mads Christensen (DEN)                      | 133e          |
| 162           | Karsten Kroon (NED)                         | 23e           |
| 163           | Christopher Juul Jensen (DEN)               | 99e           |
| 164           | Bruno Pires (POR)                           | 86e           |
| 165           | Chris Anker Sørensen (DEN)                  | 34e           |
| 166           | Nicki Sørensen (DEN) → Champion du Danemark | 16e           |
| 167           | David Tanner (AUS)                          | 76e           |
| 168           | Troels Vinther (DEN)                        | 101e          |

| Vacansoleil-DCM VCD | Vacansoleil-DCM VCD                        | Vacansoleil-DCM VCD |
| ------------------- | ------------------------------------------ | ------------------- |
| Num                 | Coureur                                    | Pos                 |
| 171                 | Matteo Carrara (ITA)                       | 55e                 |
| 172                 | Wout Poels (NED)                           | AB                  |
| 173                 | Johnny Hoogerland (NED)                    | 38e                 |
| 174                 | Bert-Jan Lindeman (NED)                    | 113e                |
| 175                 | Pim Ligthart (NED) → Champion des Pays-Bas | 112e                |
| 176                 | Marco Marcato (ITA)                        | 80e                 |
| 177                 | Rob Ruijgh (NED)                           | 61e                 |
| 178                 | Lieuwe Westra (NED)                        | 130e                |

| Accent Jobs-Willems Veranda's ACC | Accent Jobs-Willems Veranda's ACC | Accent Jobs-Willems Veranda's ACC |
| --------------------------------- | --------------------------------- | --------------------------------- |
| Num                               | Coureur                           | Pos                               |
| 181                               | Steven Caethoven (BEL)            | 134e                              |
| 182                               | Oleg Chuzhda (UKR)                | 136e                              |
| 183                               | Grégory Habeaux (BEL)             | AB                                |
| 184                               | Staf Scheirlinckx (BEL)           | AB                                |
| 185                               | Stefan van Dijk (NED)             | AB                                |
| 186                               | Jurgen Van Goolen (BEL)           | 95e                               |
| 187                               | Arnoud van Groen (NED)            | AB                                |
| 188                               | Kévin Van Melsen (BEL)            | AB                                |

| Farnese Vini-Selle Italia FAR | Farnese Vini-Selle Italia FAR | Farnese Vini-Selle Italia FAR |
| ----------------------------- | ----------------------------- | ----------------------------- |
| Num                           | Coureur                       | Pos                           |
| 191                           | Pierpaolo De Negri (ITA)      | 66e                           |
| 192                           | Francesco Failli (ITA)        | AB                            |
| 193                           | Elia Favilli (ITA)            | 13e                           |
| 194                           | Oscar Gatto (ITA)             | AB                            |
| 195                           | Kevin Hulsmans (BEL)          | AB                            |
| 196                           | Roberto De Patre (ITA)        | AB                            |
| 198                           | Matteo Rabottini (ITA)        | 127e                          |

| Landbouwkrediet-Euphony LAN | Landbouwkrediet-Euphony LAN | Landbouwkrediet-Euphony LAN |
| --------------------------- | --------------------------- | --------------------------- |
| Num                         | Coureur                     | Pos                         |
| 201                         | Dirk Bellemakers (NED)      | 56e                         |
| 202                         | Reinier Honig (NED)         | 115e                        |
| 203                         | Davy Commeyne (BEL)         | 45e                         |
| 204                         | Bert De Waele (BEL)         | 89e                         |
| 205                         | Sébastien Delfosse (BEL)    | 138e                        |
| 206                         | Kurt Hovelijnck (BEL)       | AB                          |
| 207                         | Egidijus Juodvalkis (LTU)   | AB                          |

| Argos-Shimano ARG | Argos-Shimano ARG         | Argos-Shimano ARG |
| ----------------- | ------------------------- | ----------------- |
| Num               | Coureur                   | Pos               |
| 211               | Roy Curvers (NED)         | AB                |
| 212               | Yukihiro Doi (JPN)        | 140e              |
| 213               | Tom Dumoulin (NED)        | 46e               |
| 214               | Johannes Fröhlinger (GER) | 97e               |
| 215               | Simon Geschke (GER)       | 44e               |
| 216               | Yann Huguet (FRA)         | 107e              |
| 217               | Matthieu Sprick (FRA)     | 117e              |
| 218               | Albert Timmer (NED)       | AB                |

| Europcar EUC | Europcar EUC              | Europcar EUC |
| ------------ | ------------------------- | ------------ |
| Num          | Coureur                   | Pos          |
| 221          | Giovanni Bernaudeau (FRA) | 126e         |
| 222          | Vincent Jérôme (FRA)      | 42e          |
| 223          | Franck Bouyer (FRA)       | AB           |
| 224          | Kévin Réza (FRA)          | 49e          |
| 225          | Björn Thurau (GER)        | 111e         |
| 226          | Angélo Tulik (FRA)        | 94e          |
| 227          | Christophe Kern (FRA)     | AB           |
| 228          | Thomas Voeckler (FRA)     | 5e           |

| Topsport Vlaanderen-Mercator TSV | Topsport Vlaanderen-Mercator TSV | Topsport Vlaanderen-Mercator TSV |
| -------------------------------- | -------------------------------- | -------------------------------- |
| Num                              | Coureur                          | Pos                              |
| 231                              | Sander Armée (BEL)               | 81e                              |
| 232                              | Laurens De Vreese (BEL)          | 47e                              |
| 233                              | Pieter Jacobs (BEL)              | 51e                              |
| 234                              | Eliot Lietaer (BEL)              | 122e                             |
| 235                              | Pieter Serry (BEL)               | 43e                              |
| 236                              | Pieter Vanspeybrouck (BEL)       | AB                               |
| 237                              | Preben Van Hecke (BEL)           | AB                               |
| 238                              | Jelle Wallays (BEL)              | 114e                             |